# Offspring (Angel)
Offspring conocido en América Latina como Reproducción y en España como El Vástago es el séptimo episodio de la tercera temporada de la serie de televisión estadounidense Ángel. Escrito por Tim Minear en colaboración con Jeffrey Bell y dirigido por Turi Meyer. Se estrenó originalmente el 5 de noviembre de 2001.
En este episodio Ángel y la pandilla descubren impresionados que Darla está esperando un hijo de Ángel, mientras que Cordelia se compadece de ella, olvidando que a pesar de la situación que Darla sigue siendo malvada.   

## Argumento
En recuerdo ambientado en Roma en el año 1777, Ángelus corre por las alcantarillas de la ciudad hasta que es acorralado y capturado por Holtz y sus seguidores en compañía de unos sacerdotes, quienes consiguen apresar al vampiro. Holtz aprovecha la oportunidad para torturar a Ángelus. Pero las cosas no les salen como lo planeó cuando al lugar llega Darla y una plaga de vampiros para ayudar a escapar al malvado vampiro. En el presente Darla se baja de un autobús en Los Angeles tras haber devorado a varios de los pasajeros. 
En el Hyperion, Cordelia y Angel siguen practicando defensa propia, esta vez sin estar armados. En el entrenamiento ambos hablan sobre la misión que Wesley y Gunn realizan mientras son espiados por Fred. En una residencia de una familia rica, Wesley y Gunn tratan de conseguir unos pipetos Nyazianos al chantajear al dueño de la casa. 
Luego de que terminan de entrenar, Fred le comenta a Angel que hay cierta clase de atracción física entre los dos, pero el vampiro lo niega. Unas horas después, Ángel comienza a considerar muy seriamente la teoría de su amiga y trata de confesárselo a Cordy quien no se muestra apenada por ello e incluso trata de gritarlo a los cuatro vientos despreocupadamente. Wesley por otra parte con ayuda de las habilidades matemáticas de Fred, comienzan a traducir las profecías Nyazianas, las cuales indican que el fin del mundo ocurrirá por la llegada de un ser terrible al mundo. De pronto en el vestíbulo aparece una embarazada Darla quien viene a darla la noticia a Ángel de que se convertirá en padre.      
A pesar de estar enfrentándose a una situación aparentemente imposible, todos en Investigaciones Ángel se sorprenden de que su exjefe les haya ocultado el haberse acostado con quien fue su amante desde hace siglos, la noticia afecta principalmente a Cordelia quien se siente traicionada por Ángel y decide atender a Darla compadeciéndose de ella. Wesley cree que el hijo de Darla y Ángel es la esperada criatura que causará el apocalipsis.
Sin tener el equipo para determinar la clase de criatura que Darla espera, la pandilla lleva a la vampiresa embarazada hasta Caritas, el santuario dirigido por Lorne el cual se encuentra en reconstrucción. Lorne trata de usar sus poderes en Darla y le advierte a la pandilla que algo malo esta por ocurrir. Mientras se encuentran a solas del resto de la pandilla, Cordelia trata de consolar a Darla pero la vampiresa, loca por los gustos de su embarazo, intenta comerse a Cordelia, durante el ataque la chica tiene una visión de un lugar infantil y sobre el bebe de Darla. Antes de poder terminar con Cordy, Darla es detenida por Ángel y como respuesta la misma huye de Caritas para alimentarse.  
Darla huye hasta el lugar de la visión donde trata de alimentarse de un niño. Ángel aparece en el lugar dispuesto a asesinarla, pero se detiene cuando comprende que la razón por la cual darla desea más la sangre y por lo que está enloqueciendo es porque su hijo tiene un latido y por lo tanto un alma. Tras detener a Darla de desatar una masacre, los vampiros regresan al Hyperion, lugar donde Fred anuncia que sus cálculos para determinar la fecha del fin del mundo es cuestión de segundos. En un templo subterráneo un demonio trae al presente al mismísimo Holtz.

## Elenco

### Principal
- David Boreanaz como Ángel.
- Charisma Carpenter como Cordelia Chase.
- Alexis Denisof como Wesley Wyndam-Pryce.
- J. Agust Richards como Charles Gunn.
- Amy Acker como Fred Burkle.

## Producción
Tammy Kinsey comento que se usaron varios efectos visuales en la escena donde Darla ataca a Cordelia mientras esta tiene un visión de manera simultánea. Los cuales incluyeron la utilización de una grabación en cámara lenta y la modificación de los colores.

## Continuidad
- Holtz es traído al presente.
- Sahjhan aparece por primera vez en la serie
- Darla regresa a Investigaciones Ángel para darle a Ángel la noticia de que va a ser padre.
- Investigaciones Ángel no solo descubren el embarazo de Darla, sino que también Darla y Ángel durmieron juntos (That Vision Thing)
- Lorne ha comenzado a reconstruir Caritas y con las hechiceras consigue volverlo un santuario para prevenir no solo violencia demoníaca sino humana también.
- Fred menciona la mutua atracción que Ángel y Cordelia se tienen, algo que seguirá desarrollándose en el resto de la serie.
- Lorne se muestra bastante sorprendido de descubrir que Angel se haya acostado con Darla. Algo que podría parecer controversial pues en (Epiphany), hace un comentario de forma sarcástico de que le vampiro se había acostado, aunque se puede decir que Lorne no comprendió que fue con Darla.